# アディスアベバ・スタジアム

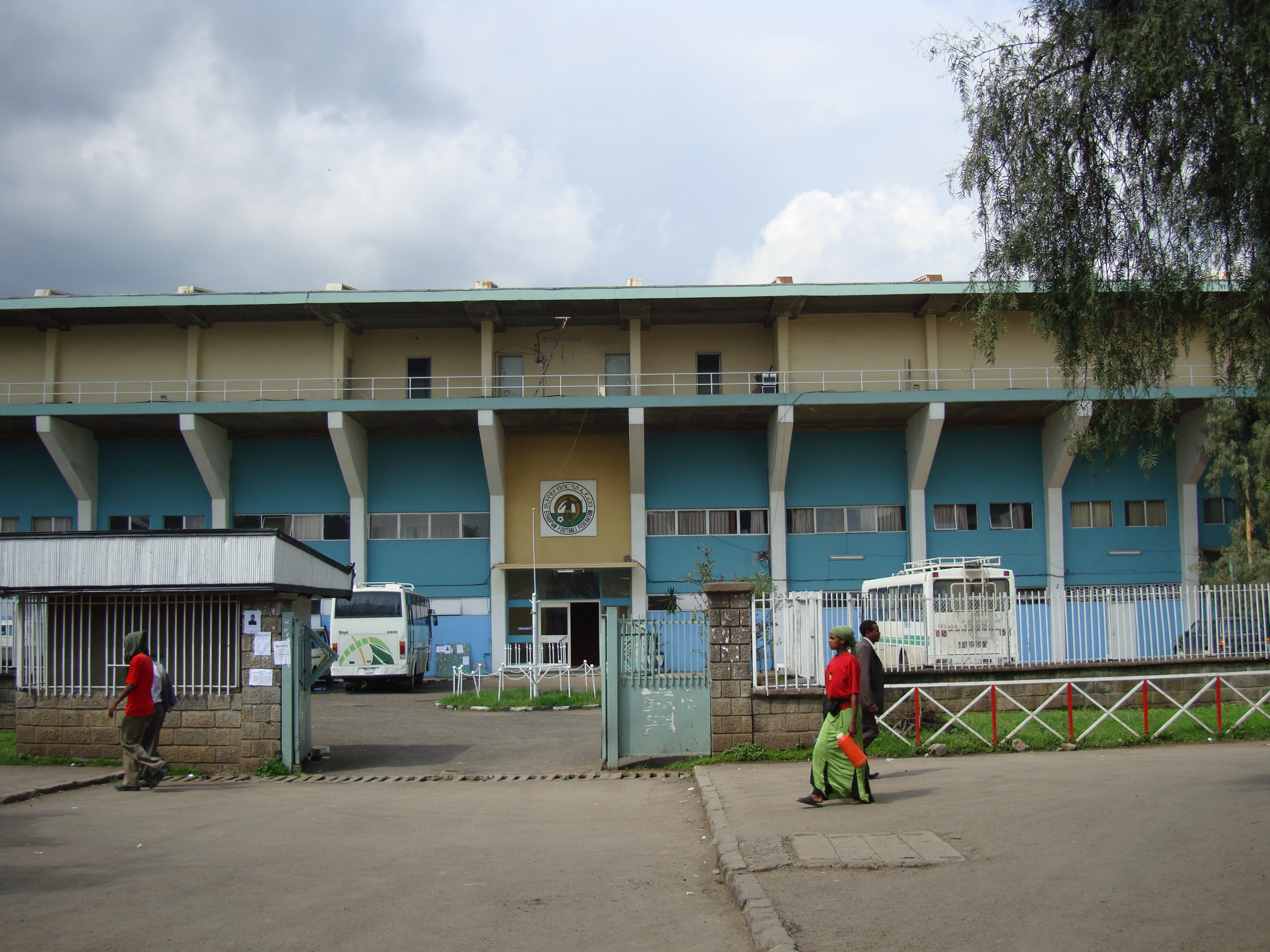
スタジアムの入口

アディスアベバ・スタジアム（Addis Ababa Stadium (アムハラ語: አዲስ አበባ ስታዲየም)）は、エチオピアの首都アディスアベバにある多目的スタジアムであり、エチオピアの国立競技場である。アディスアベバ・スタジアムには陸上トラックが併設されているものの、主にサッカーの試合に使用される。収容人数は35,000人。

## 歴史
アディスアベバ・スタジアムは1940年に建設された。 アディスアベバ・スタジアムではアフリカネイションズカップの本大会が開催されており、1962年大会、1968年大会、1976年大会の本大会会場となったほか、サッカーエチオピア代表がアラブ連合共和国代表を破って優勝した1962年大会と1968年大会では決勝戦の、1976年大会では決勝リーグの会場となった。
1999年、2001年に開催されるCAFアフリカユース選手権のために改修工事が行われた。2001年のアフリカユース選手権では、エチオピア代表は4位に入り、アルゼンチンで開催される2001 FIFAワールドユース選手権に初出場を果たした。
アディスアベバ・スタジアムはアディスアベバの中心部、レゲハル鉄道駅やメスケル広場の付近に位置する。アディスアベバ・スタジアムでは主にサッカーや陸上競技の国際大会が開催される。アベベ・ビキラやハイレ・ゲブレセラシェのようなエチオピアを代表する偉大な陸上競技選手はこのスタジアムで試合を行っている。国際陸上競技連盟（IAAF）の基準では、アディスアベバ・スタジアムは陸上競技場としてクラスⅡの評価を受けている。2008年には4月30日から5月4日にかけて第16回アフリカ陸上競技選手権大会が開催された。
2014年には国際サッカー連盟（FIFA）とオリンピックの標準仕様となる収容人数60,000人の新国立競技場「アディスアベバ・ナショナル・スタジアム」を建設することを決定した。連邦スポーツ委員会が開催した国際入札にて、Laboratory for Visionary Architecture（LAVA）、DESIGNSPORT、そして地元エチオピアの企業JDAWがスタジアムとスポーツ村建設のデザインを担当することとなった。スタジアムは石切建築やマッソブ・バスケットといったエチオピアの伝統文化に新技術を組み合わせたデザインになる予定であり、スタジアムそのものは中国建築股份有限公司が建設する。